# Staurastrum planctonicum
Staurastrum planctonicum  là một loài Song tinh tảo trong họ Desmidiaceae, thuộc chi Staurastrum.